# Copa México 1975-76
La Copa México 1975-76 fue la edición LIX del certamen copero del fútbol mexicano. La final del torneo fue entre el club Tigres UANL y el Club América. En su segunda temporada en Primera División, el cuadro de la UANL dio la sorpresa y se alzó con el título de Copa de la temporada 1975-76.
Bajo el mando del timonel peruano, Claudio Lostanau, los felinos vencieron 3-2 al América, resultado global que no fue sencillo conseguir.
Antes de llegar a la batalla final, los de la UANL tuvieron que pasar la fase de grupos, camino que libraron sin apuros al ser líderes con 10 puntos y luego dejar fuera a Pumas en las semifinales.
El juego de ida de la final fue 2-1 a favor del cuadro de Coapa, conjunto que aprovechó la localía gracias a los goles de Carlos Reinoso y Alcindo Martha de Freitas, de parte de los felinos hizo el del descuento Alfredo Jiménez, un tanto que a la postre significaría muchísimo.
La definición quedó para el 4 de octubre de 1975, día histórico para los felinos, quienes sacaron su mejor fútbol a relucir para llevarse el partido.
Los de San Nicolás empezaron a creérsela desde muy temprano, el brasileño Raymundo Correa "Lola" anotó de penal apenas al minuto 3', un gol más y la gloria era suya.
Después de trabajar todo el partido, el tanto de la victoria llegó a seis minutos del silbatazo final, Edmundo Manzotti, quien había ingresado de relevo, fue el héroe al rematar fuera del área y enviar al ángulo superior derecho el esférico, inalcanzable para Néstor Verderi, portero de las Águilas.
Fue así como el conjunto de Tigres de la UANL se convirtió en el primer campeón del norte del país.

## Primera fase

### Grupo 1
| Pos. | Equipo            | Pts. | PJ | G | E | P | GF | GC | Dif. | Clasificación        |
| ---- | ----------------- | ---- | -- | - | - | - | -- | -- | ---- | -------------------- |
| 1    | América           | 10   | 6  | 5 | 0 | 1 | 14 | 6  | +8   | Acceso a semifinales |
| 2    | Puebla            | 10   | 6  | 5 | 0 | 1 | 12 | 6  | +6   |                      |
| 3    | Atlético Potosino | 3    | 6  | 1 | 1 | 4 | 5  | 12 | −7   |                      |
| 4    | Tecos UAG         | 2    | 6  | 0 | 2 | 4 | 7  | 11 | −4   |                      |

 Fuente: RSSSF

### Grupo 2
| Pos. | Equipo              | Pts. | PJ | G | E | P | GF | GC | Dif. | Clasificación        |
| ---- | ------------------- | ---- | -- | - | - | - | -- | -- | ---- | -------------------- |
| 1    | Tigres UANL         | 10   | 6  | 4 | 2 | 0 | 15 | 5  | +10  | Acceso a semifinales |
| 2    | Atlante             | 7    | 6  | 3 | 1 | 2 | 6  | 8  | −2   |                      |
| 3    | Unión de Curtidores | 5    | 6  | 2 | 1 | 3 | 7  | 9  | −2   |                      |
| 4    | Atlas               | 2    | 6  | 1 | 0 | 5 | 7  | 13 | −6   |                      |

 Fuente: RSSSF

### Grupo 3
| Pos. | Equipo        | Pts. | PJ | G | E | P | GF | GC | Dif. | Clasificación        |
| ---- | ------------- | ---- | -- | - | - | - | -- | -- | ---- | -------------------- |
| 1    | Leones Negros | 10   | 6  | 5 | 0 | 1 | 11 | 2  | +9   | Acceso a semifinales |
| 2    | Zacatepec     | 6    | 6  | 3 | 0 | 3 | 10 | 11 | −1   |                      |
| 3    | Cruz Azul     | 5    | 6  | 2 | 1 | 3 | 7  | 9  | −2   |                      |
| 4    | Veracruz      | 3    | 6  | 1 | 1 | 4 | 8  | 14 | −6   |                      |

 Fuente: RSSSF

### Grupo 4
| Pos. | Equipo  | Pts. | PJ | G | E | P | GF | GC | Dif. | Clasificación        |
| ---- | ------- | ---- | -- | - | - | - | -- | -- | ---- | -------------------- |
| 1    | UNAM    | 9    | 6  | 4 | 1 | 1 | 14 | 5  | +9   | Acceso a semifinales |
| 2    | Jalisco | 6    | 6  | 2 | 2 | 2 | 8  | 8  | 0    |                      |
| 3    | León    | 5    | 6  | 1 | 3 | 2 | 4  | 7  | −3   |                      |
| 4    | Laguna  | 4    | 6  | 2 | 0 | 4 | 10 | 16 | −6   |                      |

 Fuente: RSSSF

### Grupo 5
| Pos. | Equipo           | Pts. | PJ | G | E | P | GF | GC | Dif. |
| ---- | ---------------- | ---- | -- | - | - | - | -- | -- | ---- |
| 1    | Atlético Español | 8    | 6  | 3 | 2 | 1 | 14 | 9  | +5   |
| 2    | Toluca           | 8    | 6  | 3 | 2 | 1 | 11 | 10 | +1   |
| 3    | Monterrey        | 5    | 6  | 2 | 1 | 3 | 8  | 10 | −2   |
| 4    | Guadalajara      | 3    | 6  | 0 | 3 | 3 | 8  | 12 | −4   |

 Fuente: RSSSF

### Mejores líderes de grupo
| Pos. | Gpo. | Equipo           | Pts. | PJ | G | E | P | GF | GC | Dif. | Clasificación        |
| ---- | ---- | ---------------- | ---- | -- | - | - | - | -- | -- | ---- | -------------------- |
| 1    | 2    | Tigres UANL      | 10   | 6  | 4 | 2 | 0 | 15 | 5  | +10  | Acceso a semifinales |
| 2    | 3    | Leones Negros    | 10   | 6  | 5 | 0 | 1 | 11 | 2  | +9   | Acceso a semifinales |
| 3    | 1    | América          | 10   | 6  | 5 | 0 | 1 | 14 | 6  | +8   | Acceso a semifinales |
| 4    | 4    | UNAM             | 9    | 6  | 4 | 1 | 1 | 14 | 5  | +9   | Acceso a semifinales |
| 5    | 5    | Atlético Español | 7    | 6  | 3 | 2 | 1 | 14 | 9  | +5   |                      |

## Segunda ronda
|  | Semifinales                                                       | Semifinales                                                       | Semifinales                                                       | Semifinales                                                       | Semifinales                                                       |   |   | Final                                                    | Final                                                    | Final                                                    | Final                                                    | Final                                                    |  |
|  | 24 y 25 de septiembre de 1975 (ida) 27 de septiembre de 1975 (ida | 24 y 25 de septiembre de 1975 (ida) 27 de septiembre de 1975 (ida | 24 y 25 de septiembre de 1975 (ida) 27 de septiembre de 1975 (ida | 24 y 25 de septiembre de 1975 (ida) 27 de septiembre de 1975 (ida | 24 y 25 de septiembre de 1975 (ida) 27 de septiembre de 1975 (ida |   |   | 2 de octubre de 1975 (ida) 4 de octubre de 1975 (vuelta) | 2 de octubre de 1975 (ida) 4 de octubre de 1975 (vuelta) | 2 de octubre de 1975 (ida) 4 de octubre de 1975 (vuelta) | 2 de octubre de 1975 (ida) 4 de octubre de 1975 (vuelta) | 2 de octubre de 1975 (ida) 4 de octubre de 1975 (vuelta) |  |
|  |                                                                   |                                                                   |                                                                   |                                                                   |                                                                   |   |   |                                                          |                                                          |                                                          |                                                          |                                                          |  |
|  |                                                                   |                                                                   |                                                                   |                                                                   |                                                                   |   |   |                                                          |                                                          |                                                          |                                                          |                                                          |  |
|  | 1                                                                 | Tigres UANL                                                       | 1                                                                 | 2                                                                 | 3                                                                 |   |   |                                                          |                                                          |                                                          |                                                          |                                                          |  |
|  | 1                                                                 | Tigres UANL                                                       | 1                                                                 | 2                                                                 | 3                                                                 |   |   |                                                          |                                                          |                                                          |                                                          |                                                          |  |
|  | 4                                                                 | UNAM                                                              | 1                                                                 | 0                                                                 | 1                                                                 |   |   |                                                          |                                                          |                                                          |                                                          |                                                          |  |
|  | 4                                                                 | UNAM                                                              | 1                                                                 | 0                                                                 | 1                                                                 |   | 1 | Tigres UANL                                              | 1                                                        | 2                                                        | 3                                                        |                                                          |  |
|  |                                                                   |                                                                   |                                                                   |                                                                   |                                                                   |   | 1 | Tigres UANL                                              | 1                                                        | 2                                                        | 3                                                        |                                                          |  |
|  |                                                                   |                                                                   | 3                                                                 | América                                                           | 2                                                                 | 0 | 2 |                                                          |                                                          |                                                          |                                                          |                                                          |  |
|  | 2                                                                 | Leones Negros                                                     | 3                                                                 | América                                                           | 2                                                                 | 0 | 2 | 1                                                        | 0                                                        | 1 (5)                                                    |                                                          |                                                          |  |
|  | 2                                                                 | Leones Negros                                                     |                                                                   |                                                                   |                                                                   |   |   | 1                                                        | 0                                                        | 1 (5)                                                    |                                                          |                                                          |  |
|  | 3                                                                 | América                                                           | 1                                                                 | 0                                                                 | 1 (6)                                                             |   |   |                                                          |                                                          |                                                          |                                                          |                                                          |  |
|  | 3                                                                 | América                                                           | 1                                                                 | 0                                                                 | 1 (6)                                                             |   |   |                                                          |                                                          |                                                          |                                                          |                                                          |  |
|  |                                                                   |                                                                   |                                                                   |                                                                   |                                                                   |   |   |                                                          |                                                          |                                                          |                                                          |                                                          |  |

### Semifinales
| 24 de septiembre de 1975 | Pumas       | 1:1 (0:1) | Tigres  | Estadio Olímpico Universitario, Ciudad de México |                                   |
|                          | Cabinho 86' |           | Boy 43' | Árbitro(s): Abel Aguilar Elizalde                | Árbitro(s): Abel Aguilar Elizalde |

| 27 de septiembre de 1975 | Tigres                | 2:0 (0:0) | Pumas | Estadio Universitario, Monterrey |                                |
|                          | Boy 80' · Olivera 86' |           |       | Árbitro(s): Domingo de la Mora   | Árbitro(s): Domingo de la Mora |

| 25 de septiembre de 1975 | América            | 1:1 (1:0) | Leones Negros | Estadio Azteca, Ciudad de México |                           |
|                          | Reinoso 41' (pen.) |           | Mañón 72'     | Árbitro(s): Jorge Narváez        | Árbitro(s): Jorge Narváez |

| 27 de septiembre de 1975 | Leones Negros                                                  | 0:0 (t. s.)(5:6 p.)        | América                                                              | Estadio Jalisco, Guadalajara           |  |
|                          |                                                                |                            |                                                                      | Árbitro(s): Alfonso González Archundia |  |
|                          |                                                                | Tiros desde el punto penal |                                                                      |                                        |  |
|                          | Nené · Jair · Anguiano · Ríos · Belisario · Eusebio · Martínez |                            | Reinoso · Cornero · Espín · Pérez · Trujillo · Ramírez · de la Torre |                                        |  |

### Final
| 2 de octubre de 1975 | América                  | 2:1 (2:1) | Tigres      | Estadio Azteca, Ciudad de México                                |                                                                 |
|                      | Reinoso 3' · Alcindo 31' |           | Jiménez 16' | Asistencia: 75 000 espectadores Árbitro(s): Mario Rubio Vázquez | Asistencia: 75 000 espectadores Árbitro(s): Mario Rubio Vázquez |

|       | POR   | Nestor Verderi       |    |
|       | DEF   | René Trujillo        | ?' |
|       | DEF   | Alfredo Tena         |    |
|       | DEF   | Miguel Ángel Cornero |    |
|       | DEF   | Mario Pérez          |    |
|       | MED   | Narciso Ramírez      |    |
|       | MED   | Antonio de la Torre  |    |
|       | MED   | Javier García López  |    |
|       | DEL   | Carlos Reinoso       |    |
|       | DEL   | Alcindo              |    |
|       | DEL   | Alberto Ordaz        |    |
| D. T. | D. T. | Raúl Cárdenas        |    |

|       | POR   | Enrique Meza        |     |
|       | DEF   | René Pérez          |     |
|       | DEF   | Roberto Rogel       |     |
|       | DEF   | Orlando Bandala     |     |
|       | DEF   | Pedro Velázquez     |     |
|       | MED   | Héctor González     |     |
|       | MED   | Raymundo Correa     | 46' |
|       | MED   | Edmundo Manzotti    | 61' |
|       | DEL   | Gerónimo Barbadillo |     |
|       | DEL   | Alfredo Jiménez     |     |
|       | DEL   | Tomás Boy           |     |
| D. T. | D. T. | Claudio Lostaunau   |     |

|  | DEF | Lino Espín | ?' |

|  | MED | Marco Menéndez     | 46' |
|  | MED | Washington Olivera | 61' |

| 3' · 33' | Carlos Reinoso Alcindo | 1:0 2:1 |

| 16' | Alfredo Jiménez | 1:1 |

| Principal | Mario Rubio Vázquez |

|       | POR   | Nestor Verderi       |    |
|       | DEF   | René Trujillo        | ?' |
|       | DEF   | Alfredo Tena         |    |
|       | DEF   | Miguel Ángel Cornero |    |
|       | DEF   | Mario Pérez          |    |
|       | MED   | Narciso Ramírez      |    |
|       | MED   | Antonio de la Torre  |    |
|       | MED   | Javier García López  |    |
|       | DEL   | Carlos Reinoso       |    |
|       | DEL   | Alcindo              |    |
|       | DEL   | Alberto Ordaz        |    |
| D. T. | D. T. | Raúl Cárdenas        |    |

|       | POR   | Enrique Meza        |     |
|       | DEF   | René Pérez          |     |
|       | DEF   | Roberto Rogel       |     |
|       | DEF   | Orlando Bandala     |     |
|       | DEF   | Pedro Velázquez     |     |
|       | MED   | Héctor González     |     |
|       | MED   | Raymundo Correa     | 46' |
|       | MED   | Edmundo Manzotti    | 61' |
|       | DEL   | Gerónimo Barbadillo |     |
|       | DEL   | Alfredo Jiménez     |     |
|       | DEL   | Tomás Boy           |     |
| D. T. | D. T. | Claudio Lostaunau   |     |

|  | DEF | Lino Espín | ?' |

|  | MED | Marco Menéndez     | 46' |
|  | MED | Washington Olivera | 61' |

| 3' · 33' | Carlos Reinoso Alcindo | 1:0 2:1 |

| 16' | Alfredo Jiménez | 1:1 |

| Principal | Mario Rubio Vázquez |

|       | POR   | Nestor Verderi       |    |
|       | DEF   | René Trujillo        | ?' |
|       | DEF   | Alfredo Tena         |    |
|       | DEF   | Miguel Ángel Cornero |    |
|       | DEF   | Mario Pérez          |    |
|       | MED   | Narciso Ramírez      |    |
|       | MED   | Antonio de la Torre  |    |
|       | MED   | Javier García López  |    |
|       | DEL   | Carlos Reinoso       |    |
|       | DEL   | Alcindo              |    |
|       | DEL   | Alberto Ordaz        |    |
| D. T. | D. T. | Raúl Cárdenas        |    |

|       | POR   | Enrique Meza        |     |
|       | DEF   | René Pérez          |     |
|       | DEF   | Roberto Rogel       |     |
|       | DEF   | Orlando Bandala     |     |
|       | DEF   | Pedro Velázquez     |     |
|       | MED   | Héctor González     |     |
|       | MED   | Raymundo Correa     | 46' |
|       | MED   | Edmundo Manzotti    | 61' |
|       | DEL   | Gerónimo Barbadillo |     |
|       | DEL   | Alfredo Jiménez     |     |
|       | DEL   | Tomás Boy           |     |
| D. T. | D. T. | Claudio Lostaunau   |     |

|  | DEF | Lino Espín | ?' |

|  | MED | Marco Menéndez     | 46' |
|  | MED | Washington Olivera | 61' |

| 3' · 33' | Carlos Reinoso Alcindo | 1:0 2:1 |

| 16' | Alfredo Jiménez | 1:1 |

| Principal | Mario Rubio Vázquez |

|       | POR   | Nestor Verderi       |    |
|       | DEF   | René Trujillo        | ?' |
|       | DEF   | Alfredo Tena         |    |
|       | DEF   | Miguel Ángel Cornero |    |
|       | DEF   | Mario Pérez          |    |
|       | MED   | Narciso Ramírez      |    |
|       | MED   | Antonio de la Torre  |    |
|       | MED   | Javier García López  |    |
|       | DEL   | Carlos Reinoso       |    |
|       | DEL   | Alcindo              |    |
|       | DEL   | Alberto Ordaz        |    |
| D. T. | D. T. | Raúl Cárdenas        |    |

|       | POR   | Enrique Meza        |     |
|       | DEF   | René Pérez          |     |
|       | DEF   | Roberto Rogel       |     |
|       | DEF   | Orlando Bandala     |     |
|       | DEF   | Pedro Velázquez     |     |
|       | MED   | Héctor González     |     |
|       | MED   | Raymundo Correa     | 46' |
|       | MED   | Edmundo Manzotti    | 61' |
|       | DEL   | Gerónimo Barbadillo |     |
|       | DEL   | Alfredo Jiménez     |     |
|       | DEL   | Tomás Boy           |     |
| D. T. | D. T. | Claudio Lostaunau   |     |

|  | DEF | Lino Espín | ?' |

|  | MED | Marco Menéndez     | 46' |
|  | MED | Washington Olivera | 61' |

| 3' · 33' | Carlos Reinoso Alcindo | 1:0 2:1 |

| 16' | Alfredo Jiménez | 1:1 |

| Principal | Mario Rubio Vázquez |

| 4 de octubre de 1975                            | Tigres                          | 2:0 (1:0) | América | Estadio Universitario, Monterrey                                    |                                                                     |
|                                                 | Correa 4' (pen.) · Manzotti 80' | Reporte   |         | Asistencia: 51 000 espectadores Árbitro(s): Enrique Mendoza Guillén | Asistencia: 51 000 espectadores Árbitro(s): Enrique Mendoza Guillén |
| Tigres campeón de la Copa México 1975-76 (3:2). |                                 |           |         |                                                                     |                                                                     |

|       | POR   | Enrique Meza        |     |
|       | DEF   | Pedro Velázquez     |     |
|       | DEF   | Roberto Rogel       |     |
|       | DEF   | Orlando Bandala     |     |
|       | DEF   | Alejandro Izquierdo |     |
|       | MED   | Héctor González     | 71' |
|       | MED   | Raymundo Correa     |     |
|       | MED   | Washington Olivera  | 64' |
|       | DEL   | Gerónimo Barbadillo |     |
|       | DEL   | Alfredo Jiménez     |     |
|       | DEL   | Tomás Boy           |     |
| D. T. | D. T. | Raúl Cárdenas       |     |

|       | POR   | Nestor Verderi       |    |
|       | DEF   | Gutiérrez            |    |
|       | DEF   | Alfredo Tena         |    |
|       | DEF   | Miguel Ángel Cornero |    |
|       | DEF   | Mario Pérez          |    |
|       | MED   | Narciso Ramírez      |    |
|       | MED   | Antonio de la Torre  |    |
|       | MED   | Javier García López  | ?' |
|       | DEL   | Carlos Reinoso       |    |
|       | DEL   | Alcindo              |    |
|       | DEL   | Alberto Ordaz        |    |
| D. T. | D. T. | Claudio Lostaunau    |    |

|  | MED | Marco Menéndez   | 64' |
|  | MED | Eduardo Manzotti | 71' |

|  | MED | Cristóbal Ortega | ?' |

| 4' (pen.) · 80' | Raymundo Correa Eduardo Manzotti | 1:0 2:0 |

| Principal | Enrique Mendoza Guillén |

|       | POR   | Enrique Meza        |     |
|       | DEF   | Pedro Velázquez     |     |
|       | DEF   | Roberto Rogel       |     |
|       | DEF   | Orlando Bandala     |     |
|       | DEF   | Alejandro Izquierdo |     |
|       | MED   | Héctor González     | 71' |
|       | MED   | Raymundo Correa     |     |
|       | MED   | Washington Olivera  | 64' |
|       | DEL   | Gerónimo Barbadillo |     |
|       | DEL   | Alfredo Jiménez     |     |
|       | DEL   | Tomás Boy           |     |
| D. T. | D. T. | Raúl Cárdenas       |     |

|       | POR   | Nestor Verderi       |    |
|       | DEF   | Gutiérrez            |    |
|       | DEF   | Alfredo Tena         |    |
|       | DEF   | Miguel Ángel Cornero |    |
|       | DEF   | Mario Pérez          |    |
|       | MED   | Narciso Ramírez      |    |
|       | MED   | Antonio de la Torre  |    |
|       | MED   | Javier García López  | ?' |
|       | DEL   | Carlos Reinoso       |    |
|       | DEL   | Alcindo              |    |
|       | DEL   | Alberto Ordaz        |    |
| D. T. | D. T. | Claudio Lostaunau    |    |

|  | MED | Marco Menéndez   | 64' |
|  | MED | Eduardo Manzotti | 71' |

|  | MED | Cristóbal Ortega | ?' |

| 4' (pen.) · 80' | Raymundo Correa Eduardo Manzotti | 1:0 2:0 |

| Principal | Enrique Mendoza Guillén |

|       | POR   | Enrique Meza        |     |
|       | DEF   | Pedro Velázquez     |     |
|       | DEF   | Roberto Rogel       |     |
|       | DEF   | Orlando Bandala     |     |
|       | DEF   | Alejandro Izquierdo |     |
|       | MED   | Héctor González     | 71' |
|       | MED   | Raymundo Correa     |     |
|       | MED   | Washington Olivera  | 64' |
|       | DEL   | Gerónimo Barbadillo |     |
|       | DEL   | Alfredo Jiménez     |     |
|       | DEL   | Tomás Boy           |     |
| D. T. | D. T. | Raúl Cárdenas       |     |

|       | POR   | Nestor Verderi       |    |
|       | DEF   | Gutiérrez            |    |
|       | DEF   | Alfredo Tena         |    |
|       | DEF   | Miguel Ángel Cornero |    |
|       | DEF   | Mario Pérez          |    |
|       | MED   | Narciso Ramírez      |    |
|       | MED   | Antonio de la Torre  |    |
|       | MED   | Javier García López  | ?' |
|       | DEL   | Carlos Reinoso       |    |
|       | DEL   | Alcindo              |    |
|       | DEL   | Alberto Ordaz        |    |
| D. T. | D. T. | Claudio Lostaunau    |    |

|  | MED | Marco Menéndez   | 64' |
|  | MED | Eduardo Manzotti | 71' |

|  | MED | Cristóbal Ortega | ?' |

| 4' (pen.) · 80' | Raymundo Correa Eduardo Manzotti | 1:0 2:0 |

| Principal | Enrique Mendoza Guillén |

|       | POR   | Enrique Meza        |     |
|       | DEF   | Pedro Velázquez     |     |
|       | DEF   | Roberto Rogel       |     |
|       | DEF   | Orlando Bandala     |     |
|       | DEF   | Alejandro Izquierdo |     |
|       | MED   | Héctor González     | 71' |
|       | MED   | Raymundo Correa     |     |
|       | MED   | Washington Olivera  | 64' |
|       | DEL   | Gerónimo Barbadillo |     |
|       | DEL   | Alfredo Jiménez     |     |
|       | DEL   | Tomás Boy           |     |
| D. T. | D. T. | Raúl Cárdenas       |     |

|       | POR   | Nestor Verderi       |    |
|       | DEF   | Gutiérrez            |    |
|       | DEF   | Alfredo Tena         |    |
|       | DEF   | Miguel Ángel Cornero |    |
|       | DEF   | Mario Pérez          |    |
|       | MED   | Narciso Ramírez      |    |
|       | MED   | Antonio de la Torre  |    |
|       | MED   | Javier García López  | ?' |
|       | DEL   | Carlos Reinoso       |    |
|       | DEL   | Alcindo              |    |
|       | DEL   | Alberto Ordaz        |    |
| D. T. | D. T. | Claudio Lostaunau    |    |

|  | MED | Marco Menéndez   | 64' |
|  | MED | Eduardo Manzotti | 71' |

|  | MED | Cristóbal Ortega | ?' |

| 4' (pen.) · 80' | Raymundo Correa Eduardo Manzotti | 1:0 2:0 |

| Principal | Enrique Mendoza Guillén |

| Campeón Copa México 1975-76 |
| --------------------------- |
|                             |
| Tigres                      |
| 1° Título                   |